# 寿星桥
31°18′25″N 120°37′55″E / 31.30694°N 120.63194°E
寿星桥位于中国江苏省苏州市姑苏区望星桥北叶家弄，横跨平江河，宋《平江图》有载。

## 历史
寿星桥为单孔拱桥，武康石砌筑，桥身长18米，拱跨4.7米，矢高2.6米，两坡设踏步，桥面栏板为1965年从附近被拆的百狮子桥移来。石拱以联锁法施工。

## 画廊
- 南面